# Carl Rudolf Pfahl

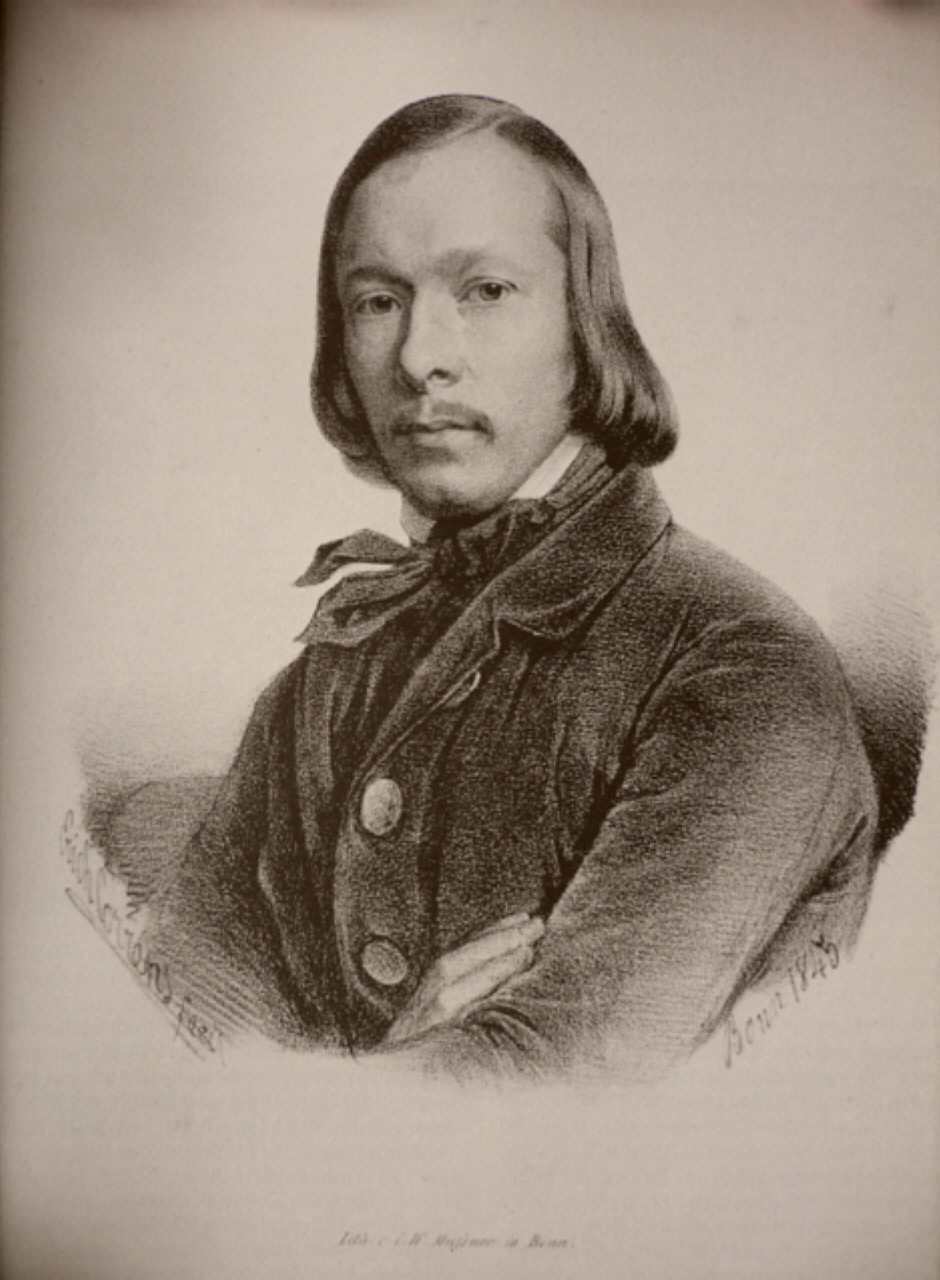
Carl Rudolf Pfahl

Rudolf Pfahl (* 22. Mai 1822 in Danzig; † 7. Juli 1901 in  Charlottenburg) war ein deutscher Verwaltungsjurist. Zur Zeit des Vormärz war er eine zentrale Figur im Senioren-Convent zu Breslau.

## Leben
Pfahl studierte Rechtswissenschaft an der  Schlesischen Friedrich-Wilhelms-Universität und wurde 1840 im  Corps Borussia Breslau aktiv. Als Inaktiver wechselte er an die  Rheinische Friedrich-Wilhelms-Universität, wo er sich 1844 auch dem Corps Guestphalia Bonn anschloss. 1846 wurde das Corps Lusatia Breslau abermals von Preußen und Schlesiern neubegründet; nach Breslau zurückgekehrt, gehörte Pfahl am 10. März zu Lusatias Stiftern. Er übernahm die erste Charge, der Schlesier Stier die zweite. 1959 dedizierte das  Corps Silesia der Borussia zum 140. Stiftungsfest eine Lithographie von Pfahl.
Nach den Examen trat Pfahl in die innere Verwaltung des Königreichs Preußen. Er wurde 1850 Gerichtsassessor und kam 1851 als Spezialkommissar nach  Grottkau und Leobschütz. Seit 1860 Regierungsassessor und seit 1863 Regierungsrat, wurde er 1867 nach  Bromberg versetzt. 1868 kam er zum  Oberpräsidium der Provinz Schleswig-Holstein in Kiel (1868) und Schleswig (1879). Nach zehn Jahren als Oberregierungsrat wurde er 1882 an die Direktion für die Verwaltung der direkten Steuern in Berlin berufen.
In der  Preußischen Armee war er Major.

## Ehrungen
- Ehrencorpsbursch der Borussia Breslau[2]
- Ehrencorpsbursch der Lusatia Breslau[2]
- Geh. Finanzrat[3]
- Wirkl. Geh. Oberfinanzrat (1885)[3]
- Roter Adlerorden 2. Klasse mit Eichenlaub[1]
- Königlicher Kronen-Orden (Preußen) 2. Klasse mit Stern[1]